# Insectenhotel

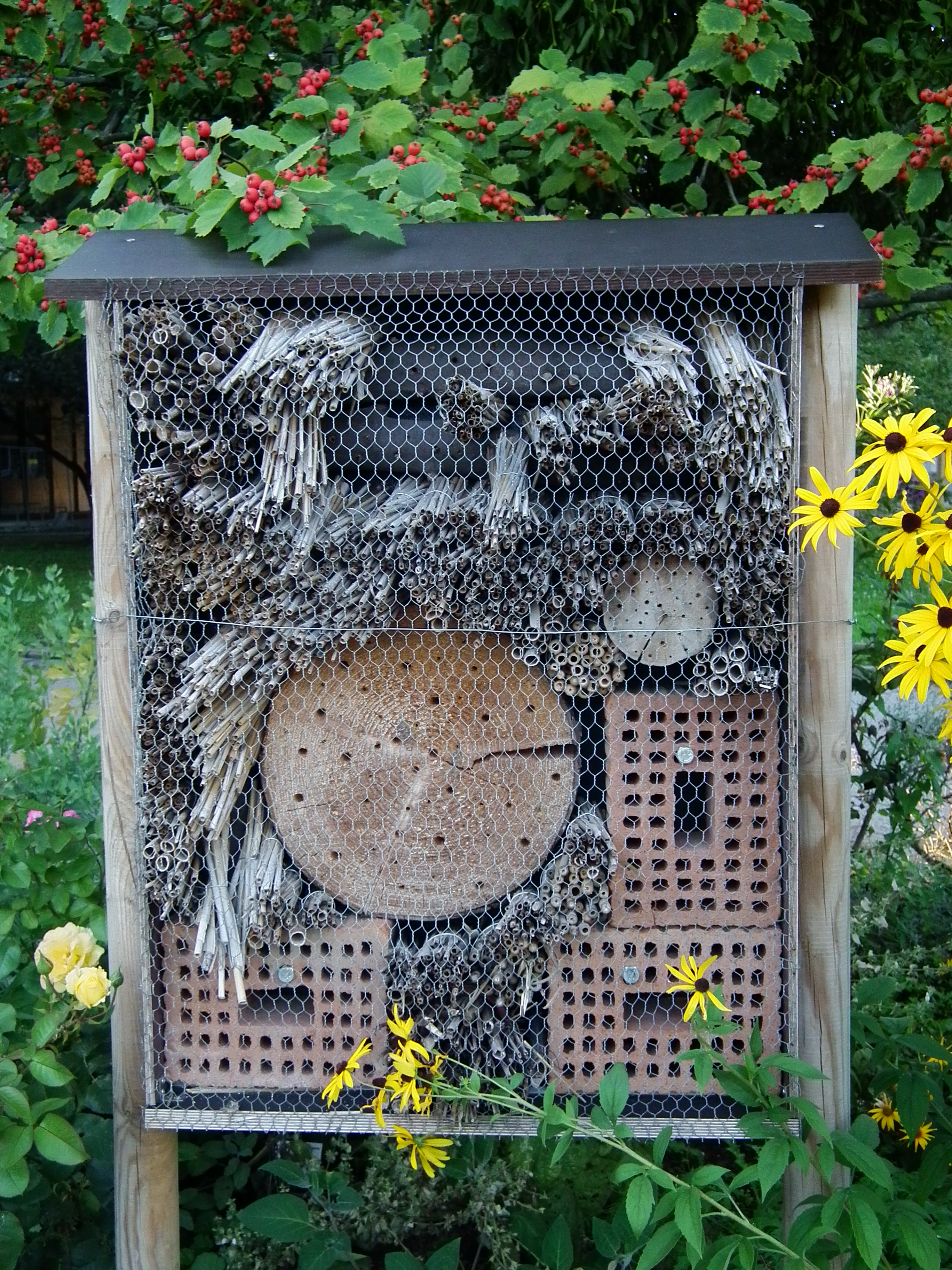
Insectenmuur in een botanische tuin

Een insectenhotel of insectenmuur is een constructie die onderdak kan bieden aan  insecten. Het is een door de mens met natuurlijke materialen vormgegeven overlevingsplaats.

## Doel
Een speciaal geconstrueerde insectenschuilplaats dient vaak zowel een ecologisch als een milieueducatief doel. Met verschillende materialen geconstrueerde insectenhotels staan dikwijls in heemtuinen, ecologische tuinen en milieueducatiecentra. Insectenhotels zijn er meestal op gericht insecten te laten overwinteren. Hiervan maken met name lieveheersbeestjes en vlinders gebruik, naast solitaire bijen en solitaire wespen.
Telers van groenten en fruit plaatsen soms een insectenmuur om bestuivers aan te trekken.

## Soorten insectenhotels
Een warme en beschutte plaats zoals voor een gevel of haag op het zuiden blijkt geliefd bij insecten. Ook stapels dood hout van bijvoorbeeld takkenwallen en -rillen zijn een geschikte schuilplaats voor veel insecten en andere kleine dieren. 
Vorm en standplaats van een insectenhotel zijn bepalend voor welke insecten er gebruik van zullen maken. Een muurtje van los gestapelde stenen of oude dakpannen is ook voor veel kruipende dieren een goede plek. Stenen van verschillende samenstelling bevorderen de aantrekkelijkheid.

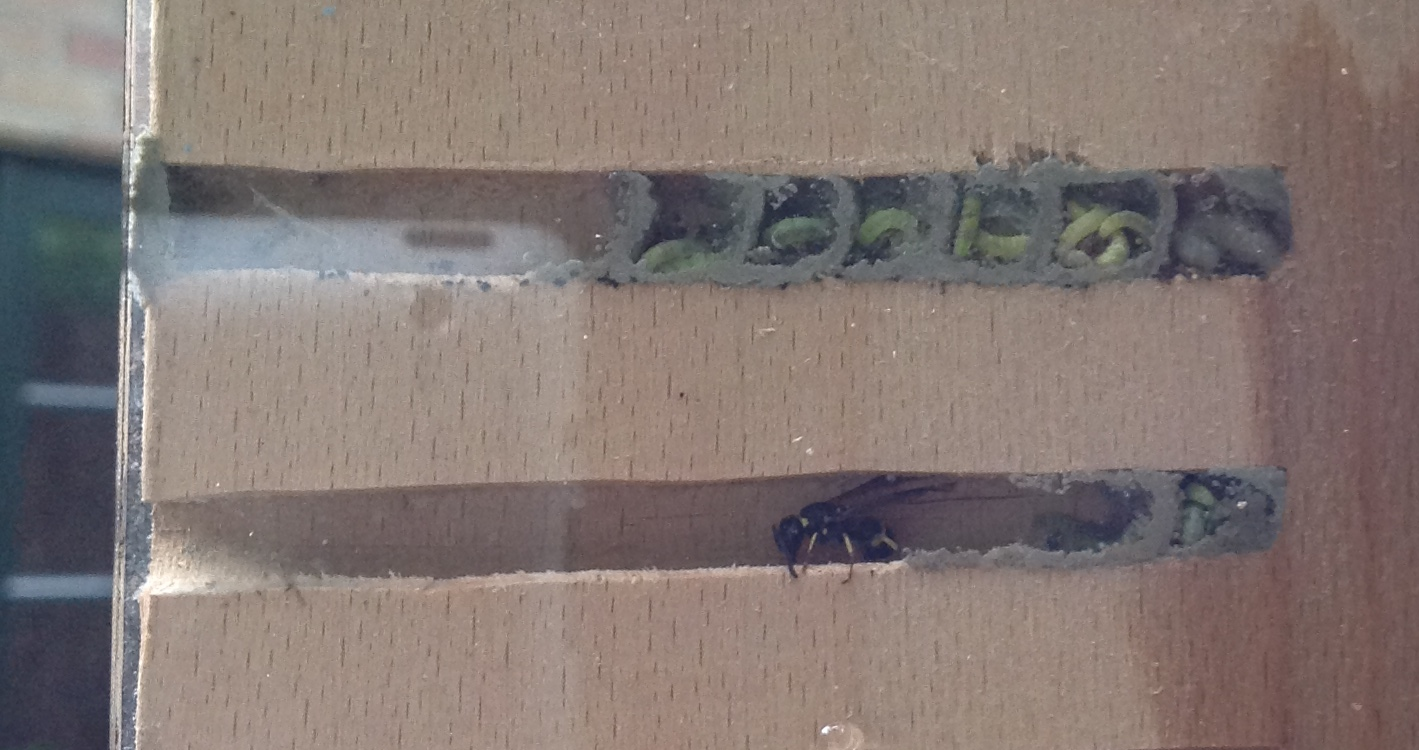
Muurwesp en larven in diverse stadia in een insectenhotel met speciale kijkwand

Speciaal geconstrueerde insectenhotels bestaan uit verschillende secties die zoveel mogelijk  soorten een plek geven om te overwinteren. Naast houtblokken en stenen met boorgaten kunnen  bamboe- of rietstengels, gebundeld of in een conservenblik gestoken, dienstdoen. Door holle stengels bij een knoop af te knippen ontstaan kokertjes met een gesloten achterzijde. Er worden vaak stengels van vlier, roos of braam bij gestoken omdat het merg ervan als voedsel kan dienen.
Voor onderzoek of educatieve doeleinden kan ook een insectenhotel met doorzichtige kijkwanden gebouwd worden. Hiervoor worden de gaten aan een kant afgedekt met een doorzichtig materiaal. Daarvoor wordt een verduistering geplaatst zodat het donker blijft in de gaten. Wat zich in een holtes bevindt kan geobserveerd worden door de verduistering voor korte tijd te verwijderen.

## Juiste omgeving
Het insectenhotel moet opgehangen worden op een zonnige plek richting zuiden en met veel bloemen in de omgeving. Er komen geen bijen en andere insecten af op hotels gericht op het noorden of hangend in de schaduw of onder bomen. Een hotel gaat een jaar of twee of drie mee en wordt dan minder geschikt door schimmels en scheuren. 

## Veel slechte insectenhotels in de handel

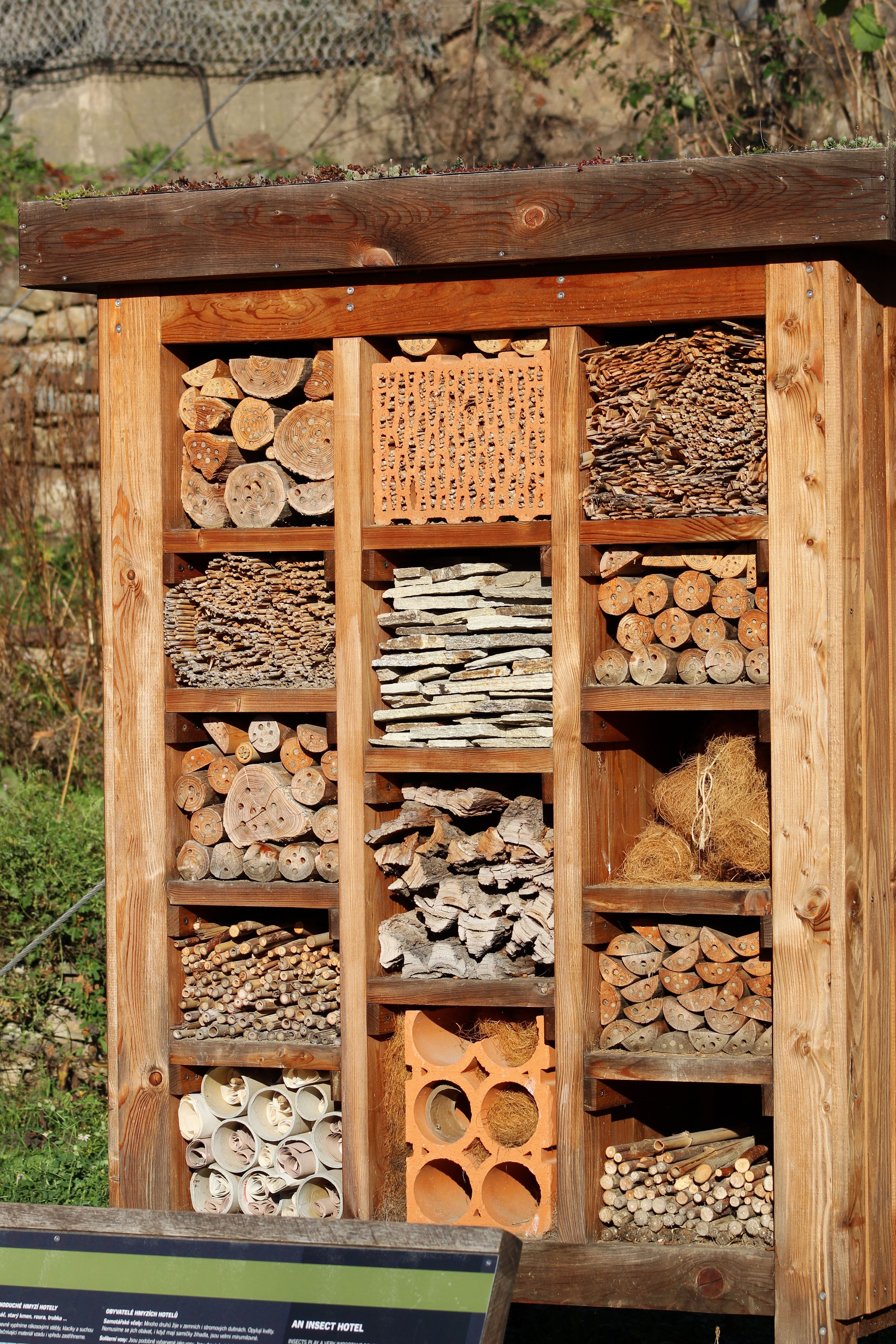
Zoo Praag

Veel insectenhotels trekken niet of nauwelijks insecten aan omdat ze niet juist gemaakt zijn. De hotels worden vaak als modieuze decoratie opgehangen, en daarom worden er dennenappels, slakkenhuisjes, houtblokjes, plankjes en zaagsel in de hotels verwerkt door fabrikanten. Dit ziet er leuk uit maar is nauwelijks van nut voor insecten. Vaak is de diameter van de stokjes bamboe te klein of groot voor bijen. Of de bamboe stokjes zijn open aan beide kanten. Of er zijn gaatjes gemaakt in plankjes in plaats van houtblokken. Er kan ook hout in verwerkt zijn dat behandeld is met chemicaliën.
Het is het beste om een hotel zelf te maken. De Vlinderstichting geeft het volgende advies betreffende de juiste materialen:
- De diameter van de boorgangen en stengels moet tussen de twee en negen millimeter dik zijn.
- De diepte van de boorgang moet lang zijn, zodat er meerdere nestcellen achter elkaar aangelegd kunnen worden.
- De gaten of stengels moeten aan één kant dicht zijn, anders zullen de bijen er niet in nestelen.
- De gangen moeten glad zijn van binnen. Het gebruikte hout kan daarom het beste hard zijn. Bovendien is dat veel minder gevoelig voor intrekkend vocht.
- De gaten zitten bij voorkeur dwars op de draad / vezelrichting. Zo ontstaan er minder snel scheuren in het hout die de gangen onbruikbaar maken. In voldoende uitgewerkt, hard en gedroogd hout kan dat ook kops / in de vezelrichting zijn.
- Een waterdicht afdakje tegen instromend regenwater is belangrijk. Bijen nestelen graag droog en het hout gaat langer mee.[2][3]

## Mogelijk averechtse effecten op insecten
Veel insecten broeden van nature solitair en grote insectenhotels met veel insecten dicht op elkaar kunnen een ideale omgeving voor parasieten zijn. In vochtige hotels kunnen schimmels ziekten veroorzaken. Een hotel moet daarom juist gemaakt zijn en goed onderhouden worden. Kleine hotels gemaakt voor één soort zijn beter dan grote hotels voor vele soorten.

## Hotelgasten

### Bijen, wespen en hommels
Solitaire bijen, wespen en hommels leven niet in een volk zoals de honingbij met een koningin. Er zijn zowel mannetjes als vrouwtjes. Een bevrucht vrouwtje maakt een nestplaats in hout of steen (zoals de behangersbij en de muurwesp), maar er bestaan ook soorten die een hol in de grond maken (zandbij, graafwesp). 
De beschermde behangersbij nestelt in diepe holtes in dood hout en in holle plantenstengels. Wanneer zij haar larven ter wereld brengt, snijdt ze met haar kaken ronde en ovale stukken van de kelkblaadjes van rozen, die zij gebruikt als bekleding voor de langwerpige gang, en tevens om de cellen voor de larven van elkaar te scheiden. Wanneer de gang vol is, sluit ze deze ook weer af met rozenblaadjes. Andere soorten zoals de metselbij doen dat met zand, klei of steentjes.

### Vlinders
Vlinders die overwinteren zoeken graag beschutte plekjes zoals spleten in woningen en schuurtjes of tussen dubbele muren en in gevangen gebladerte. Ook zijn speciale vlinderkasten beschikbaar bij organisaties zoals de Vlinderstichting, voorzien van verticale spleten die als ingang dienen, rekening houdend met de gevoelige vleugels van de dieren.

### Parasitaire insecten
Op insectenhotels zullen ook parasitaire insecten afkomen, zowel broedparasieten als kleptoparasieten. Een voorbeeld van het eerste zijn koekoeksbijen en sluipwespen, die hun eitjes leggen op die van de andere insecten waarna deze als voedsel voor de larven dienen. Kleptoparasieten zijn de larven van de Houdinivlieg (Cacoxenus indagator), die de mondvoorraad opeten die metselbijen zoals de gehoornde metselbij (Osmia cornuta) of rosse metselbij (Osmia bicornis) achterlaten voor hun larven in 'dichtgemetselde' kokers.

### Andere kruipers
Roofinsecten leven onder meer van bladluizen. Oorwormen kan een plek worden geboden in fruitbomen door terracotta bloempotjes, gevuld met een prop stro of houtwol, omgekeerd op te hangen. Voor lieveheersbeestjes zijn kistjes bruikbaar die veel kleine ruimtes bij elkaar bieden; zij overwinteren graag in groepen. Pissebedden hebben nut als afvalopruimer in de tuin; ze zoeken ruime spleten tussen gestapelde stenen of dakpannen om te nestelen of te schuilen.